# امامزاده پنج‌تن (لویزان)
امامزاده پنج تن مرقد پنج برادر به نام‌های حسین، سالم، محمد (ابوطالب)، عبدالرحیم (ابومحمد)، صائم است بر بالای تپه‌ای در لویزان تهران قرار دارد.
بنای امامزاده تاریخ ۱۳۰ ساله دارد و دارای بقعه‌ای چهارگوش با پوشش گنبدی است. ضریح آن مشبک و معروف به جعفری و سبز رنگ است که به صورت مربع در عهد قاجاریه ساخته شده‌است.
امامزاده در سال ۱۳۷۶، بازسازی شد و مساحت آن به ۴۶۰ متر مربع افزایش یافت و تزیینات داخلی نیز به صورت آینه کاری درآمد.
بعد از مدت نه چندان کم کل بنا و گورستان امامزاده بازسازی و مرمت شد این باز سازی‌ها عبارتند از: هم سطح‌سازی و یکسان‌سازی کل محوطهٔ اطراف بنا و کاشی کاری‌های دور تا دور حرم و …
همچنین محوطه امامزاده از دیرباز محل تدفین بومیان منطقه بوده‌است و گلزار شهدا در آنجا واقع شده‌است. این مکان یکی از مکان‌های تجمع دسته‌های عزاداری در ظهر عاشورا می‌باشد و نماز ظهر عاشورا هر ساله در آنجا برگزار می‌شود. این امامزاده به دلیل هم جواری با پارک جنگلی لویزان و قرار گرفتن در بلندی یکی از مکان‌های تفریحی زیارتی استان تهران می‌باشد.
لازم است ذکر شود که این امامزاده از ابتدای سلطنت قاجار با عطف به سنگ نبشته کهنش شکل بنا گرفت
دو امامزاده در لویزان بوده که یکی تغییر شکل یافته
در لویزان خیابان فرشادی منطقه ایی بوده بنام امامزاده غیبی که طبق تحقیقات گورستان اصل قدیمی در آنجا بوده.و الان تبدیل به پارک شده
عیسی صدیق در کتاب خاطراتش از منطقه لویزان نام می‌برد و از افتتاح کتابخانه‌ای در آنجا یاد می‌کند
بنا قبل از بازساری توسط علی اربابی
به شکل بنای پهلوی اول بوده
که به‌دلیل عدم اهمیت حفظ نگردیده
امامزاده سند مجزا داشته و در اختیار اوقاف ایران بعنوان مالک نیست اما نظارت دارد مانند ظهیرالدوله.
باز سازی گنبد توسط استاد معماری از کاشان بنام استاد جواد در حال انجام است.
این محل مورد احترام ادیان اعم از یهودی و مسیحی و فرق اسلام است.